# Фиддлер, Вернон
Вернон "Верн" Фиддлер (англ. Vernon "Vern" Fiddler; род. 9 мая 1980, Эдмонтон, Альберта, Канада) — бывший канадский хоккеист, нападающий.

## Игровая карьера

### Юниорская карьера
С 1997 по 2000 год выступал за клуб «Келоуна Рокетс» из Западной хоккейной лиги. Всего провел за «Рокетс» 218 матчей и набрал 121 очко. В сезоне 2000/01 после 3 матчах за «Келоуну», в которых Вернон заработал 2 передачи, был обменян в «Медисин-Хат Тайгерс», за который провел часть сезона, набрав 71 очко в 67 встречах. В конце сезона 2000/01 Фиддлер выступал за «Арканзас РиверБлэйдс» из ECHL, проведя 8 матчей и набрав 4 очка.
Будучи незадрафтованным, в качестве свободного агента в 2001 году Фиддлер перешел в клуб АХЛ «Норфлок Эдмиралс». Часть сезона 2001/02 Фиддлер провел за «Норфолк», а другую часть сезона за фарм-клуб «Норфолка» из  ECHL «Роанок Экспресс».

### Карьера в НХЛ

#### «Нэшвилл Предаторз» (2002—2009)
6 мая 2002 года подписал контракт с клубом НХЛ «Нэшвилл Предаторз». Начало сезона 2002/03 Вернон начал в АХЛ за фарм-клуб «хищников» — «Милуоки Эдмиралс». В ноябре 2002 года Фиддлер был вызван из АХЛ. 2 ноября 2002 года провел первую игру в НХЛ за «Нэшвилл Предаторз» в матче против «Лос-Анджелес Кингз», проведя на площадке 11 смен и почти 7 минут, не набрав очков. Первые очки в НХЛ Вернон набрал 17 ноября 2002 года в матче против «Чикаго Блэкхокс», забив гол и отдав результативную передачу. Всего за «хищников» в сезоне 2002/03 провел 19 матчей и набрал 6 очков, проведя сезон преимущественно сезон в АХЛ. В сезоне 2003/04 Фиддлер сыграл 17 матчей за «Предаторз», но очков не набрал. Однако помог фарм-клубу «хищников» завоевать Кубок Колдера. Сезон 2004/05, полностью отмененный из-за локаута, Вернон полностью отыграл за «Милуоки Эдмиралс». В сезоне 2005/06 Фиддлер сыграл за основной клуб 40 матчей, в то время как за фарм-клуб всего 11. С сезона 2006/07 Фиддлер перестал играть в фарм-клубах. В июле 2007 года подписал новый двухлетний контракт с «Нэшвиллом» на сумму $ 1,7 млн. В сезоне 2007/08 Фиддлер провел лучший сезон по набранным очкам в НХЛ —  32. 31 марта 2009 года провел 300-ю игру в НХЛ за «Нэшвилл». В июне 2009 года генеральным менеджером  «Предаторз» Дэвидом Пойлом было объявлено, что контракты с Фиддлером,  а также Стивом Салливаном, Грегом Зэноном и Джоэлем Уордом продлены не будут.

#### «Финикс Койотис» (2009—2011)
1 июля 2009 года, сыграв 305 матчей за «Предаторз», Фиддлер подписал контракт, будучи свободным агентом, с «Финикс Койотис» на сумму $ 2,2 млн. 12 ноября 2010 года Фиддлер оформил первый хет-трик в карьере в матче против «Калгари Флэймз», забив все 3 гола вратарю Миикке Кипрусоффу. Всего за «Финикс Койотис» провел 157 встреч, в которых набрал 54 очка.

#### «Даллас Старз» (2011—2016)
1 июля 2011 года подписал контракт с «Даллас Старз» на 3 года на общую сумму $ 5,4 млн. В сезоне 2013/14 время Фиддлера на площадке снижалось, что не могло не привести к его недовольству. В июне 2014 года он отклонил предложение «Старз» о новом контракте и принял решение выйти на рынок свободных агентов. Однако, не получив стоящего предложения, вернулся обратно в «Даллас», подписав двухлетний контракт на сумму $ 2,5 млн. 29 февраля 2016 года провел 800-й матч в НХЛ в матче против «Детройт Ред Уингз», в котором он отметился сначала голевой передачей, а после и голом в конце третьего периода, который сравнял счет. Однако, несмотря на усилия Вернона, «звёзды» проиграли этот матч со счетом 2:3 в овертайме. Вернон Фиддлер, наряду с Александром Барроузом, является одним из двух игроков НХЛ, который не были задрафтован, но провел 800 матчей в НХЛ. 4 марта 2016 года он забил 100-й гол в НХЛ в матче против «Нью-Джерси Девилз». Всего за «Даллас Старз» провел 385 встреч, в которых набрал 118 очков.

#### «Нью-Джерси Девилз» (2016—2017)
1 июля 2016 года подписал однолетний контракт с «Нью-Джерси Девилз» на сумму $ 1,25 млн. Подавляющую часть времени в «Нью-Джерси Дэвилз» Фиддлер играл, будучи центром 4-го звена. Всего за «дьяволов» провел 39 матчей и набрал 3 (1+2) очка.

#### Возвращение в «Нэшвилл» (2017)
4 февраля 2017 года «Нью-Джерси Дэвилз» обменял Вернона Фиддлера в «Нэшвилл», получив взамен пик 4-го раунда Драфта НХЛ 2017 года. Первый гол после возвращения он забил 26 февраля 2017 года в матче против «Эдмонтон Ойлерз». Этот гол стал единственным очком Фиддлера в регулярном сезоне за «Нэшвилл» из 20 матчей. 26 апреля 2017 года провел за «Предаторз» первую игру в плей-офф в сезоне 2016/17 в матче против «Сент-Луис Блюз». В ней он забил победную шайбу в третьем периоде вратарю Джейку Аллену. Вместе с «хищниками» Фиддлер дошёл до Финала Кубка Стэнли. 13 сентября 2017 года объявил о завершении карьеры в статье Players Tribune. Всего в НХЛ провел 877 игр, забив 104 гола и набрав 261 очко.

## Тренерская карьера
После завершения карьеры Фиддлер переехал в Техас со своей женой Крисси и двумя детьми. В сезоне 2018/19 был тренером развития в «Даллас Старз». Также Вернон помогает тренировать детскую хоккейную команду своего сына. С 2019 года Фиддлер является ассистентом главного тренера команды «Келоуна Рокетс».

## Участие в общественной жизни
На протяжении всей своей карьеры в НХЛ Фиддлер работал с Обществом лейкемии и лимфомы, чтобы почтить память своей сестры, умершей от лейкемии. Вернон и его жена Крисси создали детский фонд под названием «Fidd's Kids», когда он выступал за «Даллас Старз». Благодаря партнерству с «Make-A-Wish Foundation of North Texas Техаса», фонд «Fidd's Kids» жертвует 12 билетов на каждую домашнюю игру местным детям. В 2015 году «Даллас» выдвинул Фиддлера в качестве кандидата на Кинг Клэнси Трофи — приз, ежегодно вручаемый игроку, который является примером для партнёров на льду и вне его и принимает активное участие в общественной жизни. Также Фиддлер занимается благотворительностью вместе со «Stars Foundation», а также помогает «Даллас Старз» с любой работой, которую они от него просят.

## Наследственность
Вернон Фиддлер имеет происхождение от Метиса и на момент выхода завершения карьеры был одним из 9 игроков НХЛ с коренными американскими корнями. Фиддлер также является одним из 70 атлетов из числа коренных народов, когда-либо выступавших в НХЛ, и 13-м представителем метиса, игравшим в НХЛ . Фиддлер является членом Музея Метиса вместе с нынешними и бывшими игроками НХЛ Арроном Эшем, Рене Бурком, Брэдом Чартрандом, Дуайтом Кингом, Уэйдом Редденом, Шелдоном Сурэем и другими.

## Семья
Вернон - сын Боба Фиддлера. Он женат на Крисси Фиддлер, у пары двое детей: сын Блейк, родившийся в июле 2007 года в Нэшвилле, и дочь Белла. Также кузеном Фиддлера является Блэйк Лайда, который выступает на позиции вратаря.